# Lundgamander
Lundgamander (Teucrium scorodonia) är en växtart i familjen Kransblommiga växter.

## Galleri

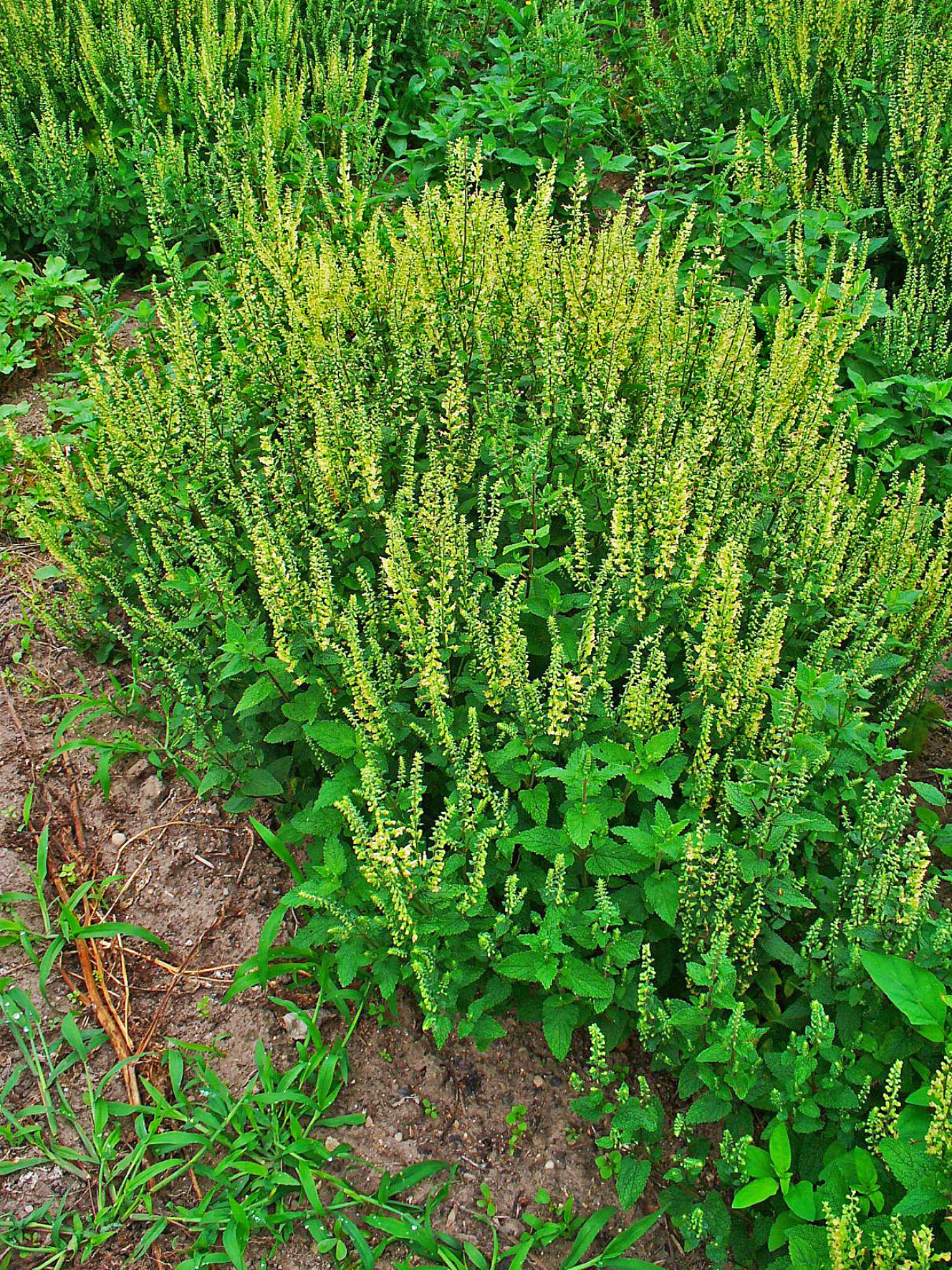
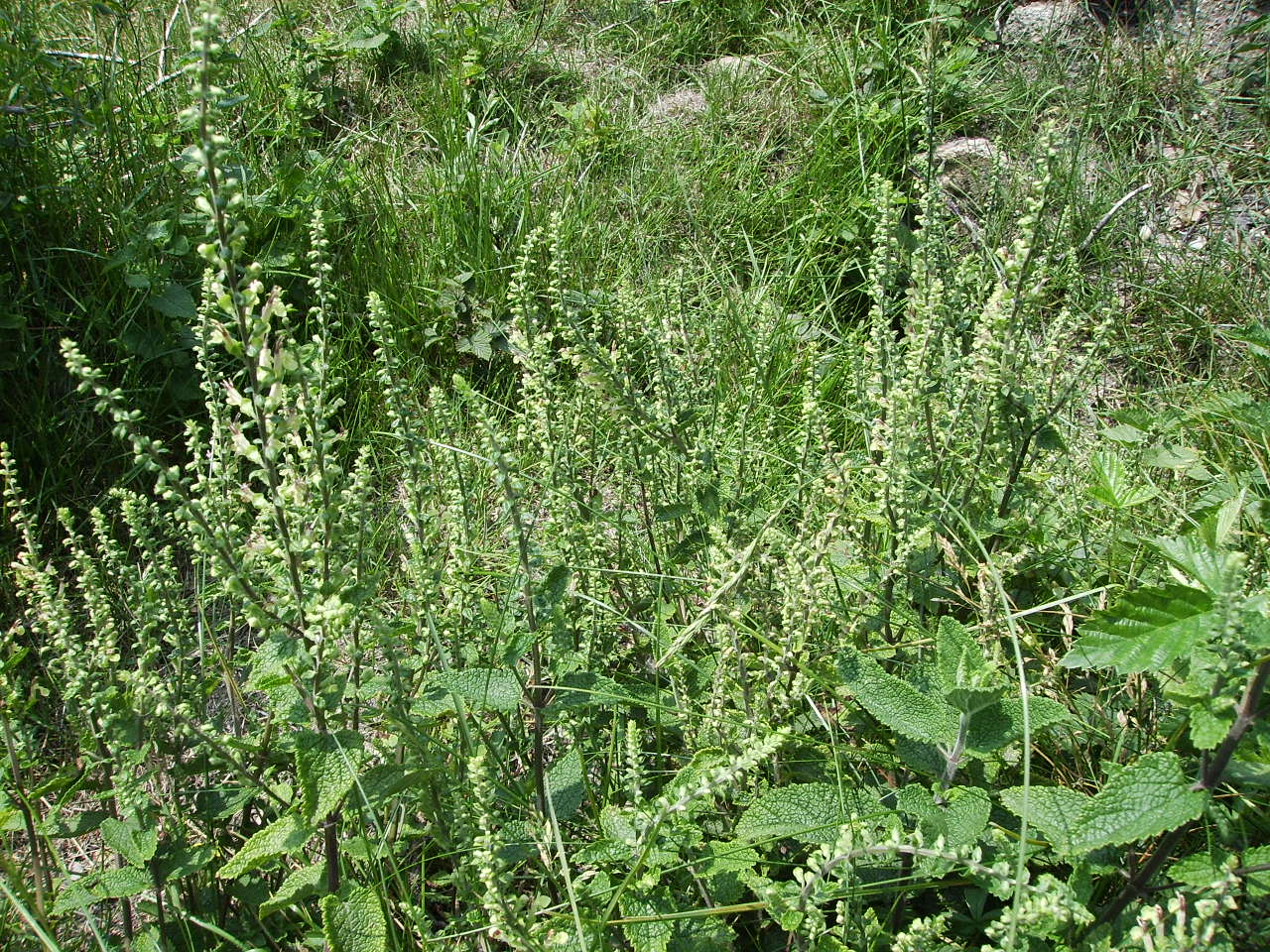
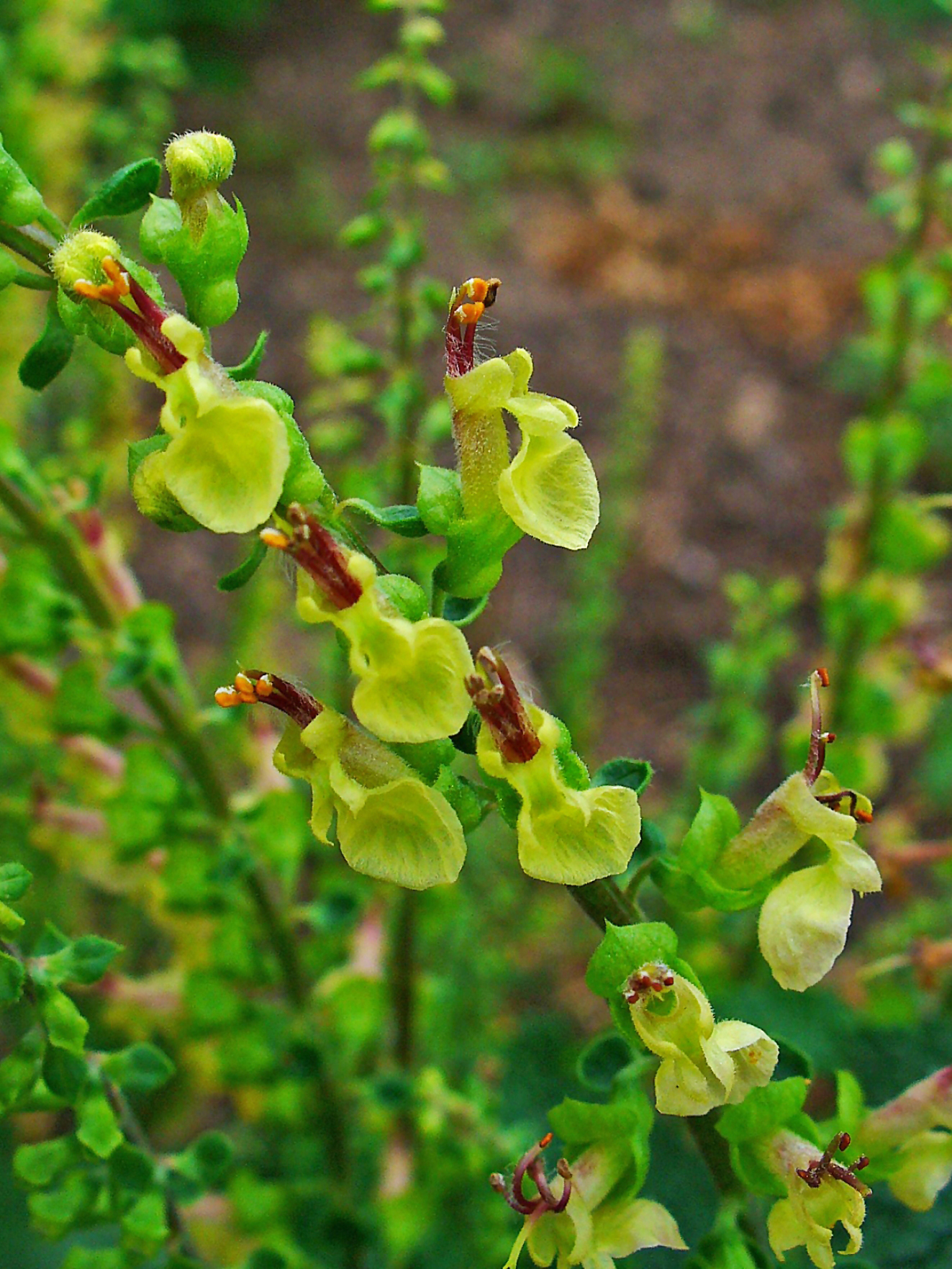
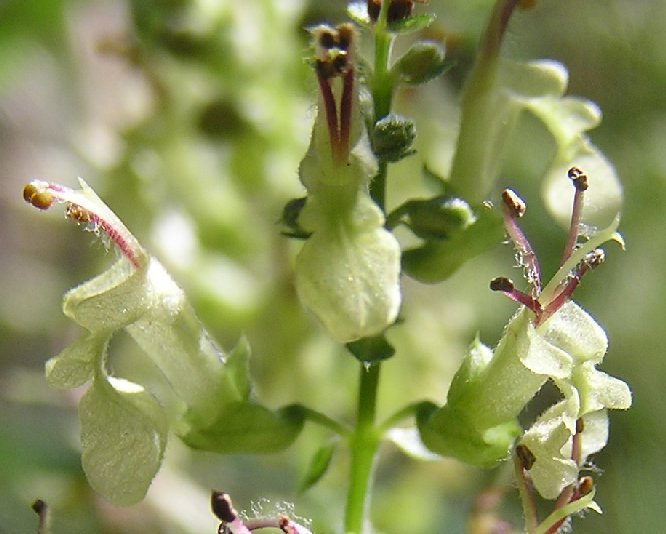
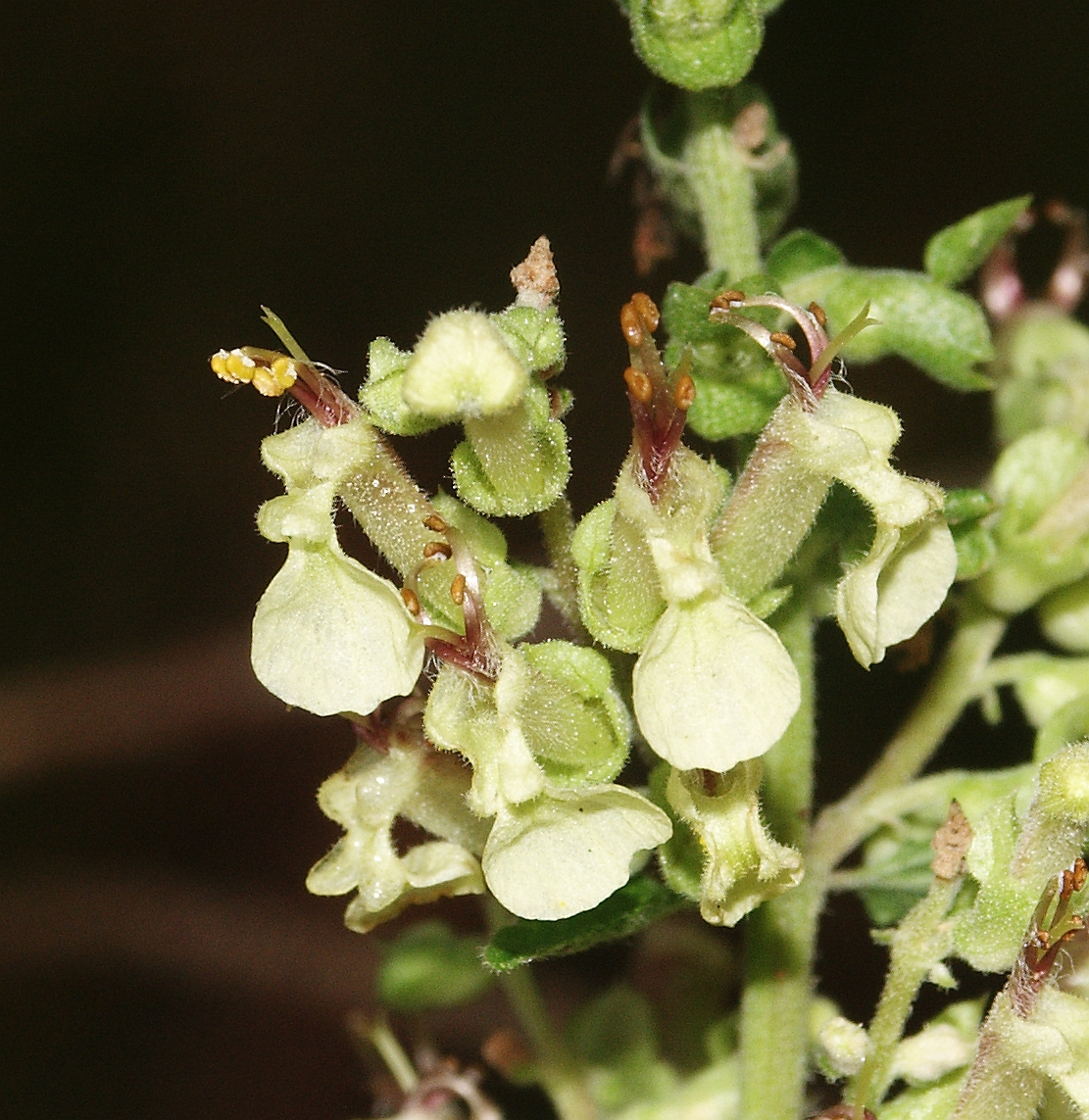